# Hip-hop
Hip-hop / rap je kulturni pokret koji se razvio među gradskim stanovništvom, Afroamerikancima, Jamajkancima i Portorikancima u Bronxu, kvartu New Yorka, tijekom ranih 1970-ih i otad se proširio po cijelom svijetu. Četiri glavna obilježja, ili "elementa", hip-hop kulture su MC-anje (repanje), DJ-anje, grafiti, i breakdance. Neki smatraju beatbox petim elementom hip-hopa; neki bi dodali politički aktivizam, hip-hop modu, hip-hop žargon, double dutching (urbana forma preskakanja užeta) ili druge elemente kao važne dijelove hip-hopa. Pojam je otad postao sinonim za hip-hop glazbu/rap glazbu.
Podrijetlo izraza "hip-hop" je nejasno. Pokret koji je kasnije postao poznat kao "hip-hop" je navodno počeo s DJ Kool Hercom, dok se DJ-u Afrika Bambaataa često pridodaju zasluge stvaratelja naziva "hip-hop" za opisivanje kulture. Razne mitske etimologije i komplicirana značenja dodana su izrazu i nastavljaju se promicati unutar hip-hoperske zajednice.

## Hip-hop glazba
- Popis hrvatskih hip hop i rap pjesama

### Povijest kulture
- Back In the Days - Vibe
- Independance: Hip Hop History